# Disteniinae
Disteniinae – podrodzina chrząszczy należących do rodziny kózkowatych. Wcześniej bywały klasyfikowane w randze rodziny Disteniidae lub plemienia Disteniini. Od innych kózkowatych odróżnia je przede wszystkim morfologia larw. Opisano około 300 gatunków, zasięg występowania rodziny obejmuje krainę orientalną, madagaskarską, nearktyczną. Żaden gatunek nie występuje w Europie. Imagines prowadzą nocny tryb życia, larwy są ksylofagiczne, odżywiają się drewnem drzew liściastych.
Plemiona:
- Cyrtonopini White, 1853
- Disteniini Thomson, 1860
- Dynamostini Lacordaire, 1869
- Heteropalpini Villiers, 1980